# Emma Lazarus
Pour les articles homonymes, voir Lazarus.
Emma Lazarus (1849-1887) est une poétesse américaine née aux États-Unis, de religion juive ce qui l'influença pour ses écrits.
Elle est principalement connue pour son poème The New Colossus (Le Nouveau Colosse), un sonnet écrit en 1883, gravé sur une plaque de bronze dans une paroi du socle de la statue de la Liberté.
Le sonnet avait été sollicité par William M. Evarts comme donation à une œuvre de charité, menée par l'Art Loan Fund Exhibition in Aid of the Bartholdi Pedestal Fund for the Statue of Liberty afin de lever des fonds pour le piédestal,.
Voici le passage le plus connu du poème, et sa traduction en français : 
« Give me your tired, your poor,

Your huddled masses yearning to breathe free,

The wretched refuse of your teeming shore.

Send these, the homeless, tempest-tossed, to me,

I lift my lamp beside the golden door ! »
« Donnez-moi vos pauvres, vos exténués

Qui en rangs serrés aspirent à vivre libres,

Le rebut de vos rivages surpeuplés,

Envoyez-moi ces déshérités rejetés par la tempête

De ma lumière, j'éclaire la porte d'or ! »

## Biographie

### Les premières années
Emma Lazarus est la troisième fille dans une famille de sept enfants, la fille de Moses Lazarus et Esther Cardozo, tous deux Juifs sépharades portugais dont les familles se sont installées à New York depuis des générations.
Elle étudie dès son jeune âge la littérature américaine et européenne, ainsi que plusieurs langues, dont l'allemand, le français et l'italien. Ses écrits lui valent l'attention de Ralph Waldo Emerson, qui correspond avec elle jusqu'à sa propre mort.

### Carrière littéraire
Elle écrit ses propres poèmes, et traduit ceux d'auteurs allemands, notamment Goethe et Heine. Elle écrit aussi un roman et deux pièces de théâtre.
Son judaïsme demeure latent jusqu'à la lecture du roman de George Eliot, Daniel Deronda. Il est ensuite renforcé par les pogroms russes de 1880. Emma Lazarus écrit de nombreux articles sur le sujet, et commence à traduire des poètes juifs en anglais. Lorsque les ashkénazes d'Europe de l'Est, expulsés en grands nombres de la Zone de Résidence, affluent à New York en hiver 1882, Emma Lazarus milite activement pour qu'ils reçoivent une formation technique et puissent subvenir à leurs besoins.
Elle est connue pour être précurseur du sionisme, demandant la création d'un foyer juif treize ans avant que Herzl ne commence à utiliser le terme « sionisme. »
Emma Lazarus voyage 5 fois en Europe, d'abord en mai 1885 à la suite de la mort de son père en mars de la même année, puis en septembre 1887. Elle en revient fortement affaiblie, et meurt deux mois plus tard, le 19 novembre 1887, probablement de la maladie de Hodgkin. Elle est enterrée au cimetière Beth-Olom à Brooklyn.